# Loris Damonte
Loris Damonte (Savona, 5 agosto 1990) è un calciatore italiano, centrocampista o difensore della Voltrese Vultur.

## Carriera
Cresciuto nelle giovanili del Genoa, nelle quali segue tutta la trafila dagli Esordienti alla Primavera, nel 2008 passa all'Alessandria, in Seconda Divisione. Una stagione senza presenze, condita però dal ripescaggio dei grigi in Prima Divisione, serie in cui fa il suo esordio da professionista il 20 settembre 2009 contro il Figline. Termina il campionato con 18 presenze e l'esordio in Coppa Italia.
Ancora ad Alessandria nella stagione successiva, realizza i suoi primi gol da professionista, terminando il campionato con 28 presenze e 6 reti. Conclude disputando da titolare le semifinali play off, nelle quali la squadra esce però sconfitta contro la Salernitana.
Nell'estate del 2011 passa al Varese, compagine che disputa il campionato di Serie B, con cui esordisce in cadetteria, realizzando anche un gol alla Sampdoria, squadra della quale è tifoso. Termina la stagione con 20 presenze in campionato e due nei play off, nei quali il varese perde la finale per l'accesso alla Serie A proprio contro i blucerchiati. Confermato a Varese anche nella stagione successiva, conclude con 21 presenze e due reti. Il 21 agosto 2014 firma un contratto con il Messina, arrivando in prestito secco dal Varese. Il 10 luglio 2015 si lega, con contratto biennale, alla Pistoiese, dove collezione 26 presenze e una rete in campionato. La stagione successiva si trasferisce alla Sambenedettese. Il 10 gennaio 2018 passa al Gavorrano. Nell'estate 2018 si trasferisce alla neopromossa Albissola.

## Statistiche

### Presenze e reti nei club
Statistiche aggiornate al 10 gennaio 2023.
| Stagione              | Squadra               | Campionato            | Campionato | Campionato | Coppe nazionali | Coppe nazionali | Coppe nazionali | Coppe continentali | Coppe continentali | Coppe continentali | Altre coppe | Altre coppe | Altre coppe | Totale | Totale |
| Stagione              | Squadra               | Comp                  | Pres       | Reti       | Comp            | Pres            | Reti            | Comp               | Pres               | Reti               | Comp        | Pres        | Reti        | Pres   | Reti   |
| --------------------- | --------------------- | --------------------- | ---------- | ---------- | --------------- | --------------- | --------------- | ------------------ | ------------------ | ------------------ | ----------- | ----------- | ----------- | ------ | ------ |
| 2007-2008             | Genoa                 | A                     | 0          | 0          | CI              | 0               | 0               | -                  | -                  | -                  | -           | -           | -           | 0      | 0      |
| 2008-2009             | Alessandria           | 2D                    | 0          | 0          | CI-LP           | 0               | 0               | -                  | -                  | -                  | -           | -           | -           | 0      | 0      |
| 2009-2010             | Alessandria           | 1D                    | 18         | 0          | CI+CI-LP        | 2+0             | 0               | -                  | -                  | -                  | -           | -           | -           | 20     | 0      |
| 2010-2011             | Alessandria           | 1D                    | 28+2       | 6          | CI+CI-LP        | 2+1             | 0               | -                  | -                  | -                  | -           | -           | -           | 33     | 6      |
| Totale Alessandria    | Totale Alessandria    | Totale Alessandria    | 46+2       | 6          |                 | 5               | 0               |                    | -                  | -                  |             | -           | -           | 53     | 6      |
| 2011-2012             | Varese                | B                     | 20+2       | 1          | CI              | 0               | 0               | -                  | -                  | -                  | -           | -           | -           | 22     | 1      |
| 2012-2013             | Varese                | B                     | 21         | 2          | CI              | 1               | 0               | -                  | -                  | -                  | -           | -           | -           | 22     | 2      |
| 2013-2014             | Varese                | B                     | 27+1       | 1          | CI              | 3               | 1               | -                  | -                  | -                  | -           | -           | -           | 31     | 2      |
| Totale Varese         | Totale Varese         | Totale Varese         | 68+3       | 4          |                 | 4               | 1               |                    | -                  | -                  |             | -           | -           | 75     | 5      |
| 2014-2015             | Messina               | LP                    | 33+2       | 2          | CI-LP           | -               | -               | -                  | -                  | -                  | -           | -           | -           | 35     | 2      |
| 2015-2016             | Pistoiese             | LP                    | 26         | 1          | CI-LP           | 2               | 0               | -                  | -                  | -                  | -           | -           | -           | 28     | 1      |
| 2016-2017             | Sambenedettese        | LP                    | 26+1       | 1          | CI-LP           | -               | -               | -                  | -                  | -                  | -           | -           | -           | 28     | 1      |
| 2017-gen. 2018        | Sambenedettese        | C                     | 10         | 0          | CI+CI-C         | 2+2             | 0               | -                  | -                  | -                  | -           | -           | -           | 14     | 0      |
| Totale Sambenedettese | Totale Sambenedettese | Totale Sambenedettese | 36+1       | 1          |                 | 4               | 0               |                    | -                  | -                  |             | -           | -           | 41     | 1      |
| gen.-giu. 2018        | Gavorrano             | C                     | 16+2       | 3          | CI-C            | -               | -               | -                  | -                  | -                  | -           | -           | -           | 18     | 3      |
| 2018-2019             | Albissola             | C                     | 5          | 0          | CI-C            | 2               | 0               | -                  | -                  | -                  | -           | -           | -           | 7      | 0      |
| 2019-2020             | Renate                | C                     | 25+1       | 0          | CI-C            | 2               | 1               | -                  | -                  | -                  | -           | -           | -           | 28     | 1      |
| 2020-2021             | Renate                | C                     | 31+4       | 0          | CI              | 1               | 0               | -                  | -                  | -                  | -           | -           | -           | 36     | 0      |
| Totale Renate         | Totale Renate         | Totale Renate         | 56+2       | 0          |                 | 3               | 1               |                    | -                  | -                  |             | -           | -           | 61     | 1      |
| 2021-2022             | Feralpisalò           | C                     | 20+5       | 0          | CI-C            | 2               | 0               | -                  | -                  | -                  | -           | -           | -           | 27     | 0      |
| 2022-2023             | Ligorna               | D                     | 35+1       | 5          | CI-D            | 3               | 0               | -                  | -                  | -                  | -           | -           | -           | 39     | 5      |
| Totale carriera       | Totale carriera       | Totale carriera       | 342+20     | 22         |                 | 24              | 2               |                    | -                  | -                  |             | -           | -           | 388    | 24     |